# Fredrik Stenman
Fredrik Stenman (Munktorp, 2 juni 1983) is een voormalig Zweeds profvoetballer. Hij speelde bij onder meer FC Groningen en Bayer 04 Leverkusen.

## Clubcarrière
Stenman debuteerde in 2000 bij de Zweedse tweedeklasser Västerås SK, waar hij een jaar later een vaste waarde werd. In 2002 tekende hij bij eersteklasser IF Elfsborg. Na twee seizoenen stapte hij over naar Djurgårdens IF. In 2005 won hij met Djurgården de landstitel en de beker.
In januari 2006 kreeg hij een transfer naar Bayer 04 Leverkusen. De linksachter speelde er aanvankelijk regelmatig, maar belandde nadien even vaak op de bank. Op het einde van het seizoen 2007 vertrok hij naar het FC Groningen van toenmalig trainer Ron Jans. Onder Jans werd Stenman meteen een vaste waarde. Omdat zijn contract bij Groningen in 2011 ten einde liep, trok hij transfervrij naar Club Brugge, waar hij een contract voor drie seizoenen tekende. Stenman scheurde echter zijn kruisbanden en was voor lange tijd out. Begin 2012 maakte Stenman indruk bij zijn eerste matchen voor Club Brugge, maar in de wedstrijd tegen KV Kortrijk sloeg het noodlot andermaal toe. Stenman scheurde er zijn achillespees van de rechtervoet af. Na maandenlange revalidatie maakte hij op 25 november 2012 zijn wederoptreden in de wedstrijd tegen Sporting Charleroi.

## Interlandcarrière
Na zijn overgang naar Bayer Leverkusen speelde Stenman zich in de kijker van bondscoach Lars Lagerbäck. Onder diens leiding maakte hij zijn debuut voor Zweden op 25 mei 2006 in de vriendschappelijke wedstrijd tegen Finland, net als doelman Rami Shaaban (Fredrikstad FK). Hij verving Erik Edman in dat duel na 85 minuten. Stenman maakte deel uit van de selectie voor het WK 2006 in Duitsland, maar kwam op dat toernooi niet in actie.

## Erelijst
Djurgårdens IF
- Kampioen van Zweden

2003, 2005
- Beker van Zweden

2004, 2005

## Statistieken
| Seizoen | Club                | Land      | Competitie         | Duels | Goals |
| ------- | ------------------- | --------- | ------------------ | ----- | ----- |
| 2000    | Västerås SK         | Zweden    | Superettan         | 1     | 0     |
| 2001    | Västerås SK         | Zweden    | Superettan         | 27    | 3     |
| 2002    | IF Elfsborg         | Zweden    | Allsvenskan        | 22    | 0     |
| 2003    | IF Elfsborg         | Zweden    | Allsvenskan        | 13    | 0     |
| 2003    | Djurgårdens IF      | Zweden    | Allsvenskan        | 11    | 0     |
| 2004    | Djurgårdens IF      | Zweden    | Allsvenskan        | 26    | 3     |
| 2005    | Djurgårdens IF      | Zweden    | Allsvenskan        | 26    | 5     |
| 2005/06 | Bayer 04 Leverkusen | Duitsland | Bundesliga         | 15    | 0     |
| 2006/07 | Bayer 04 Leverkusen | Duitsland | Bundesliga         | 13    | 0     |
| 2007/08 | FC Groningen        | Nederland | Eredivisie         | 28    | 0     |
| 2008/09 | FC Groningen        | Nederland | Eredivisie         | 27    | 0     |
| 2009/10 | FC Groningen        | Nederland | Eredivisie         | 29    | 2     |
| 2010/11 | FC Groningen        | Nederland | Eredivisie         | 34    | 2     |
| 2011/12 | Club Brugge         | België    | Jupiler Pro League | 7     | 0     |
| 2012/13 | Club Brugge         | België    | Jupiler Pro League | 17    | 0     |
| 2013/14 | Club Brugge         | België    | Jupiler Pro League | 0     | 0     |
| 2014    | Djurgårdens IF      | Zweden    | Allsvenskan        | 13    | 0     |
| 2015    | Djurgårdens IF      | Zweden    | Allsvenskan        | 6     | 0     |
| 2016    | Djurgårdens IF      | Zweden    | Allsvenskan        | 0     | 0     |
| Totaal  | Totaal              | Totaal    | Totaal             | 315   | 15    |